# Halowe Mistrzostwa Europy w Lekkoatletyce 2011 – bieg na 800 m mężczyzn
Bieg na 800 metrów mężczyzn – jedna z konkurencji rozegranych podczas halowych lekkoatletycznych mistrzostw Europy w hali Palais Omnisports de Paris-Bercy w Paryżu.

## Terminarz
| Data    | Godzina |            |
| ------- | ------- | ---------- |
| 4 marca | 16:55   | Eliminacje |
| 5 marca | 15:40   | Półfinał   |
| 6 marca | 15:45   | Finał      |

## Rezultaty

### Eliminacje
Rozegrano 5 biegów eliminacyjnych, do których przystąpiło 26 biegaczy. Awans do półfinału uzyskali zawodnicy z jednego z pierwszych dwóch miejsc w swoim biegu (Q). Skład półfinałów uzupełniło dwóch zawodników z najlepszymi czasami wśród przegranych (q).

#### Bieg 1
| Poz. | Tor | Zawodnik           | Reprezentacja | Rezultat | Uwagi |
| ---- | --- | ------------------ | ------------- | -------- | ----- |
| 1    | 4   | Marcin Lewandowski | Polska        | 1:48.81  | Q     |
| 2    | 5   | Mario Scapini      | Włochy        | 1:48.92  | Q     |
| 3    | 6   | David Bustos       | Hiszpania     | 1:49.04  | q, SB |
| 4    | 3   | Darren McBrearty   | Irlandia      | 1:49.74  | q     |
| 5    | 2   | Andreas Rapatz     | Austria       | 1:49.96  |       |

#### Bieg 2
| Poz. | Tor | Zawodnik           | Reprezentacja | Rezultat | Uwagi |
| ---- | --- | ------------------ | ------------- | -------- | ----- |
| 1    | 4   | Robin Schembera    | Niemcy        | 1:50.54  | Q     |
| 2    | 2   | Luis Alberto Marco | Hiszpania     | 1:50.71  | Q     |
| 3    | 3   | Tamás Kazi         | Węgry         | 1:50.85  |       |
| 4    | 5   | Thomas Roth        | Norwegia      | 1:51.91  |       |
| 5    | 6   | Raphael Pallitsch  | Austria       | 1:52.19  |       |

#### Bieg 3
| Poz. | Tor | Zawodnik           | Reprezentacja | Rezultat | Uwagi |
| ---- | --- | ------------------ | ------------- | -------- | ----- |
| 1    | 6   | Adam Kszczot       | Polska        | 1:51.02  | Q     |
| 2    | 1   | Hamid Oualich      | Francja       | 1:51.13  | Q     |
| 3    | 5   | Sebastian Keiner   | Niemcy        | 1:51.26  |       |
| 4    | 4   | Brice Etès         | Monako        | 1:51.75  |       |
| 5    | 3   | Cristian Vorovenci | Rumunia       | 1:51.83  |       |
| 6    | 2   | Daryl Vassallo     | Gibraltar     | 2:02.41  |       |

#### Bieg 4
| Poz. | Tor | Zawodnik             | Reprezentacja   | Rezultat | Uwagi |
| ---- | --- | -------------------- | --------------- | -------- | ----- |
| 1    | 6   | Ołeksandr Osmołowicz | Ukraina         | 1:50.99  | Q     |
| 2    | 5   | Andrew Osagie        | Wielka Brytania | 1:51.09  | Q     |
| 3    | 4   | Anis Ananienka       | Białoruś        | 1:51.10  |       |
| 4    | 2   | Iwan Tuchtaczew      | Rosja           | 1:51.11  |       |
| 5    | 3   | Halit Kiliç          | Turcja          | 1:53.33  |       |

#### Bieg 5
| Poz. | Tor | Zawodnik          | Reprezentacja   | Rezultat | Uwagi |
| ---- | --- | ----------------- | --------------- | -------- | ----- |
| 1    | 2   | Kevin López       | Hiszpania       | 1:50.15  |       |
| 2    | 6   | Joe Thomas        | Wielka Brytania | 1:50.29  |       |
| 3    | 3   | Stiepan Poistogow | Rosja           | 1:50.59  |       |
| 4    | 5   | Andreas Bube      | Dania           | 1:53.18  |       |
| –    | 4   | Vitalij Kozlov    | Litwa           | –        | DNF   |

### Półfinał
Rozegrano 2 biegi półfinałowe. Awans do finału uzyskało po trzech najlepszych zawodników z każdego biegu (Q).

#### Bieg 1
| Poz. | Tor | Zawodnik         | Reprezentacja   | Rezultat | Uwagi |
| ---- | --- | ---------------- | --------------- | -------- | ----- |
| 1    | 4   | Andrew Osagie    | Wielka Brytania | 1:49.02  | Q     |
| 2    | 3   | Adam Kszczot     | Polska          | 1:49.38  | Q     |
| 3    | 5   | Kevin López      | Hiszpania       | 1:49.53  | Q     |
| 4    | 1   | Mario Scapini    | Włochy          | 1:49.57  |       |
| 5    | 2   | Darren McBrearty | Irlandia        | 1:49.78  |       |
| 6    | 6   | David Bustos     | Hiszpania       | 1:50.46  |       |

#### Bieg 2
| Poz. | Tor | Zawodnik             | Reprezentacja   | Rezultat | Uwagi |
| ---- | --- | -------------------- | --------------- | -------- | ----- |
| 1    | 5   | Luis Alberto Marco   | Hiszpania       | 1:50.60  | Q     |
| 2    | 3   | Marcin Lewandowski   | Polska          | 1:50.75  | Q     |
| 3    | 4   | Robin Schembera      | Niemcy          | 1:50.78  | Q     |
| 4    | 2   | Hamid Oualich        | Francja         | 1:50.86  |       |
| 5    | 6   | Ołeksandr Osmołowicz | Ukraina         | 1:51.00  |       |
| 6    | 1   | Joe Thomas           | Wielka Brytania | 1:51.84  |       |

### Finał
| Poz. | Tor | Zawodnik           | Reprezentacja   | Rezultat | Uwagi |
| ---- | --- | ------------------ | --------------- | -------- | ----- |
|      | 2   | Adam Kszczot       | Polska          | 1:47.87  |       |
|      | 3   | Marcin Lewandowski | Polska          | 1:48.23  |       |
|      | 5   | Kevin López        | Hiszpania       | 1:48.35  |       |
| 4    | 6   | Andrew Osagie      | Wielka Brytania | 1:48.50  |       |
| 5    | 1   | Luis Alberto Marco | Hiszpania       | 2:00.58  |       |
| –    | 4   | Robin Schembera    | Niemcy          | –        | DNF   |